# Diplazium prominulum
Diplazium prominulum là một loài dương xỉ trong họ Athyriaceae. Loài này được Maxon mô tả khoa học đầu tiên năm 1909.